# Henry Segerstrom
Henry Thomas Segerstrom (* 5. April 1923 in Santa Ana, Kalifornien; † 20. Februar 2015 in Newport Beach, Kalifornien) war ein US-amerikanischer Unternehmer und Philanthrop.

## Leben
Segerstroms Familie war zum Zeitpunkt seiner Geburt einer der größten Produzenten von Limabohnen in den USA. Er selbst machte seine Ausbildung an der Stanford University und beteiligte sich als Soldat am Zweiten Weltkrieg. 1948 graduierte er an der Stanford Business School. Im März 1967 eröffnete Segerstrom zusammen mit seinem Cousin Hal T. Segerstrom, Jr. das Einkaufszentrum South Coast Plaza. Dies befand sich nahe den Limabohnenfelder der Familie in Orange County. 
Segerstrom erhielt den Ehrendoktor von der Whittier Law School in Costa Mesa. Er war der Gründungsvorsitzender des Orange County Performing Arts Center, dem heutigen Segerstrom Center for the Arts. Er starb nach kurzer Krankheit am 20. Januar 2015 im kalifornischen Newport Beach im Alter von  91 Jahren.

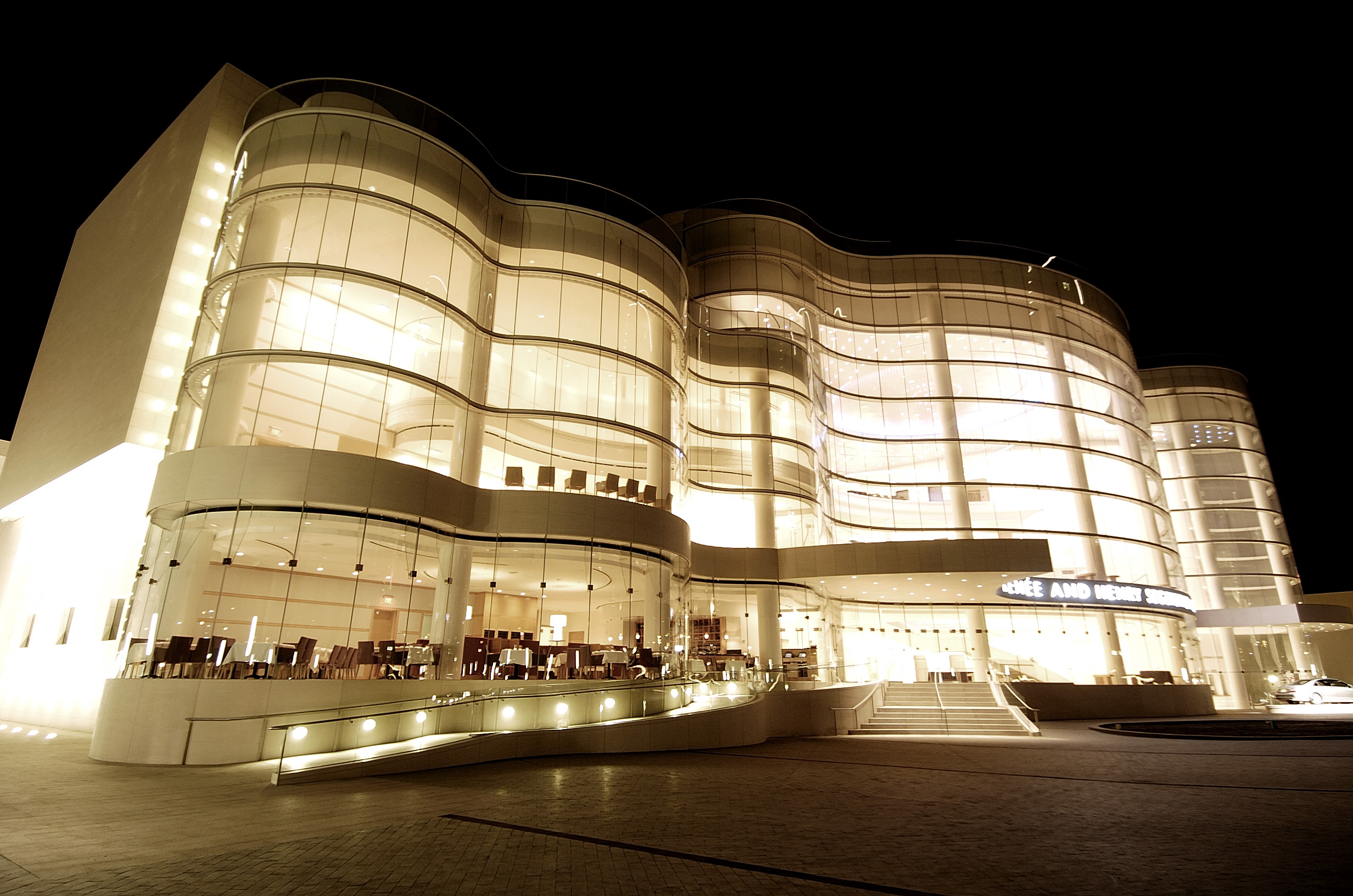
Die Renée und Henry Segerstrom Concert Hall am Orange County Performing Arts Center.